# Ancienne église Saint-Pierre-le-Vieil
Pour les articles homonymes, voir Église Saint-Pierre.
L’ancienne église Saint-Pierre-le-Vieil était une église située dans la partie nord de la vieille ville de Reims (actuel département de la Marne) en France. Elle était une église paroissiale qui fut détruite en 1793.

## Histoire
L'église se situait rue des Telliers et son cimetière sur le nord de la place Drouet-d'Erlon.

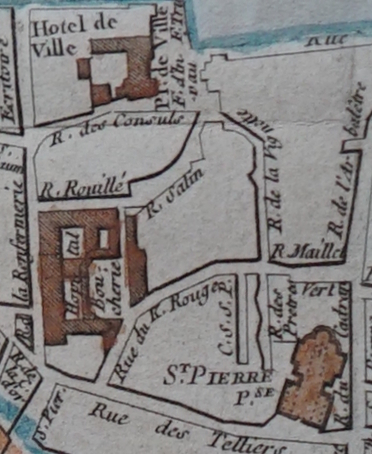
Emplacement de l'église à l'ouest de l'Hôtel de ville, bibliothèque Carnegie (Reims).

La première mention d'une paroisse remonte au VIIIe siècle avec une confrérie sous le vocable de st-Hubert et les premières pierres de l'église au XIIe. Des travaux du XVe allongèrent l'église de deux travées gothiques et remodelèrent la façade. Au XVIIIe siècle un nouveau portail sur la rue au cadran st-Pierre, rue qui porte ce nom car c'est la rue qui permettait de voir le cadran de l'horloge situé dans la tour du clocher. Il y avait aussi un cloitre de vingt quatre colonnes. Les entrées de l'église se trouvaient donc, rue des Teeirs, rue des Chapelins et ipasse st-Pierre.

Après la Révolution française, l'église, comme bien national, fut vendu à un brasseur d'Épernay et le cimetière à Nicolas Noël qui en fit un jardin et un cours de médecine dans la chapelle st-Martin qui s'y trouvait.

### Vestiges
Lors de la destruction de l'église, quelques parties furent vendues et ré-employées comme le porche, la tribune, un autel, la chaire. La poutre de gloire se retrouve en l'église Saint-Jacques de Reims.

### Le porche
Le porche était resté en place après la destruction de l'église, mais avec les destructions de la Première Guerre mondiale, il fut déplacé au Musée Le Vergeur.

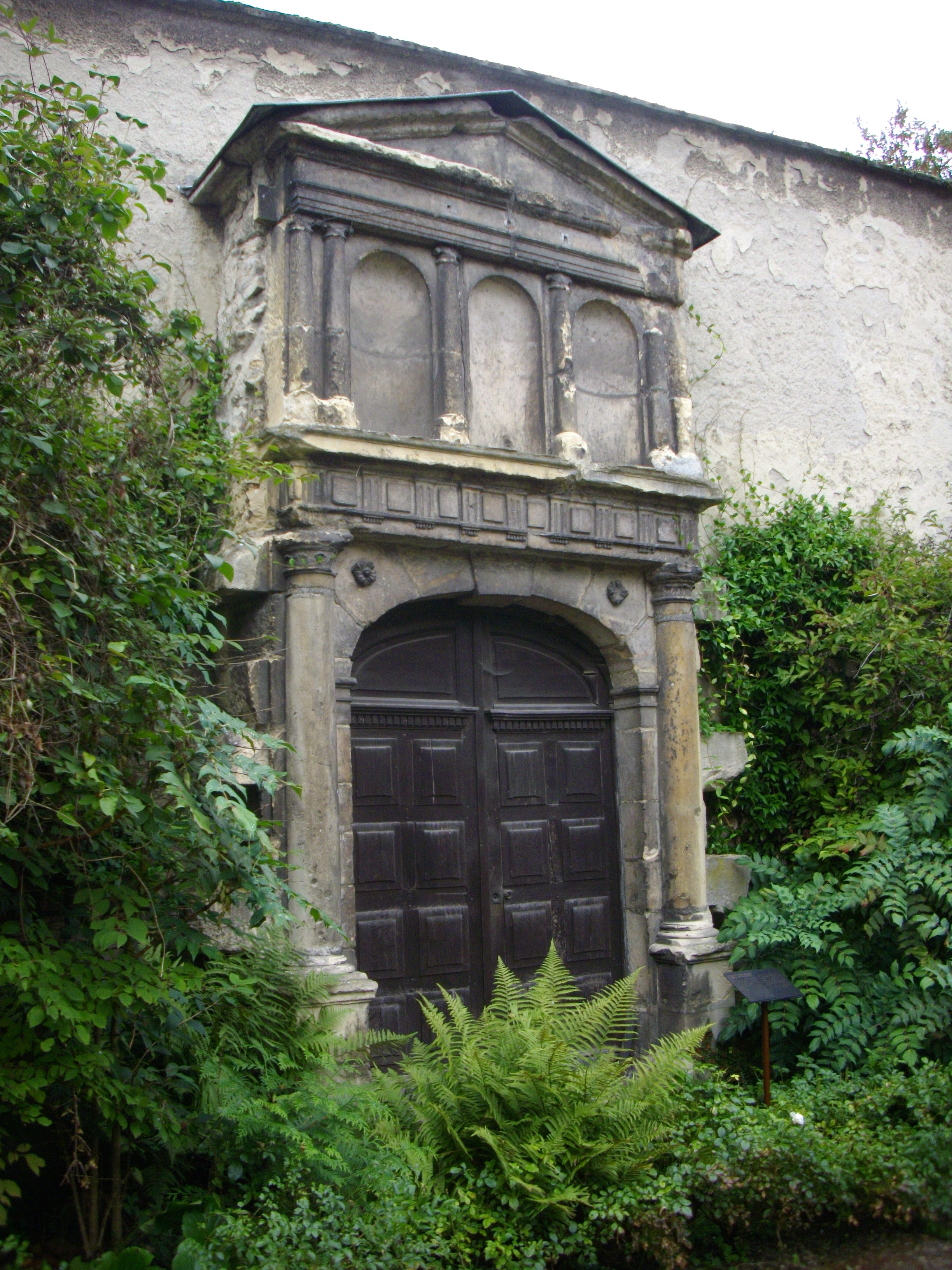
Portail présenté au Musée-hôtel Le Vergeur.

### Galerie

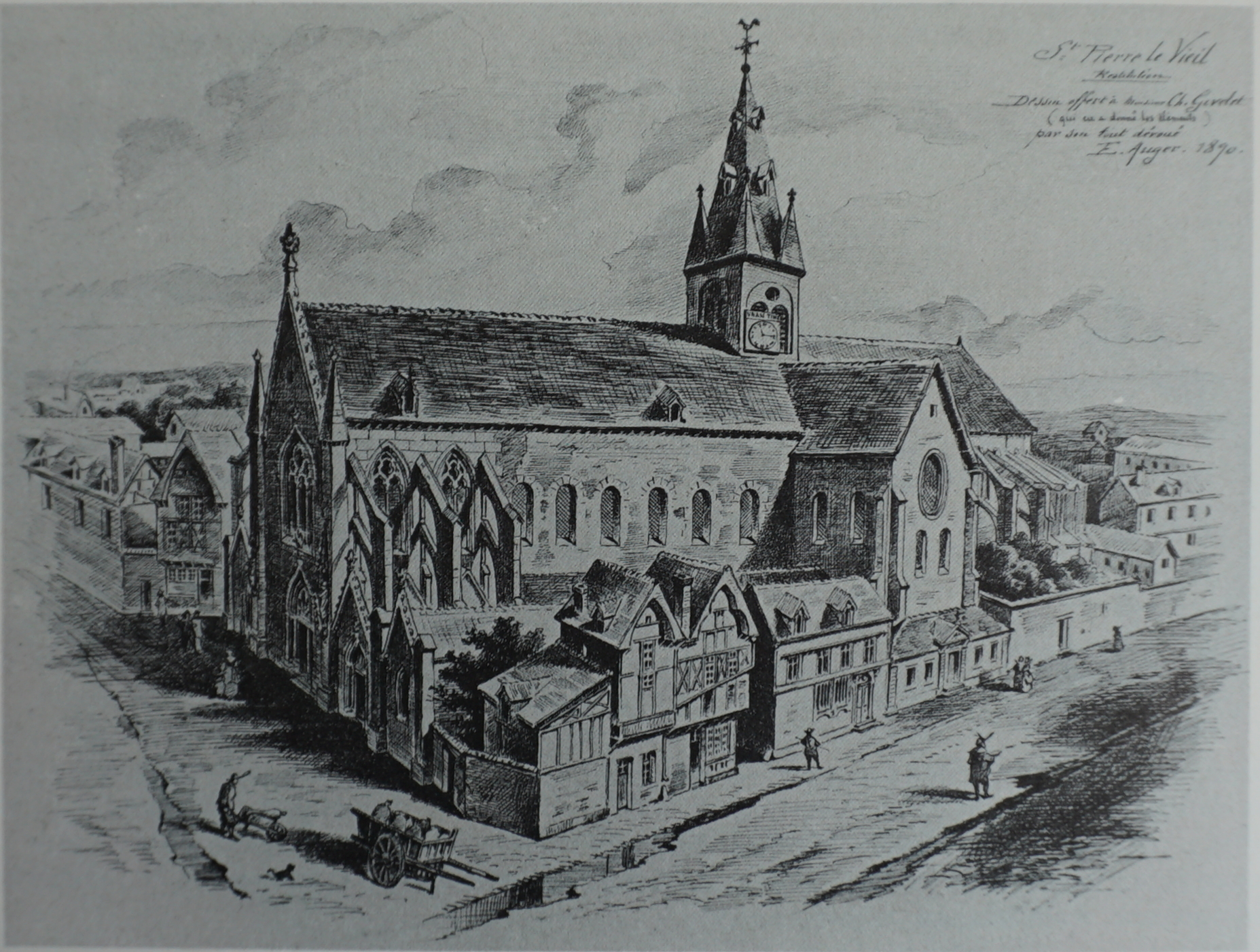
L'église sur un dessin de Auger
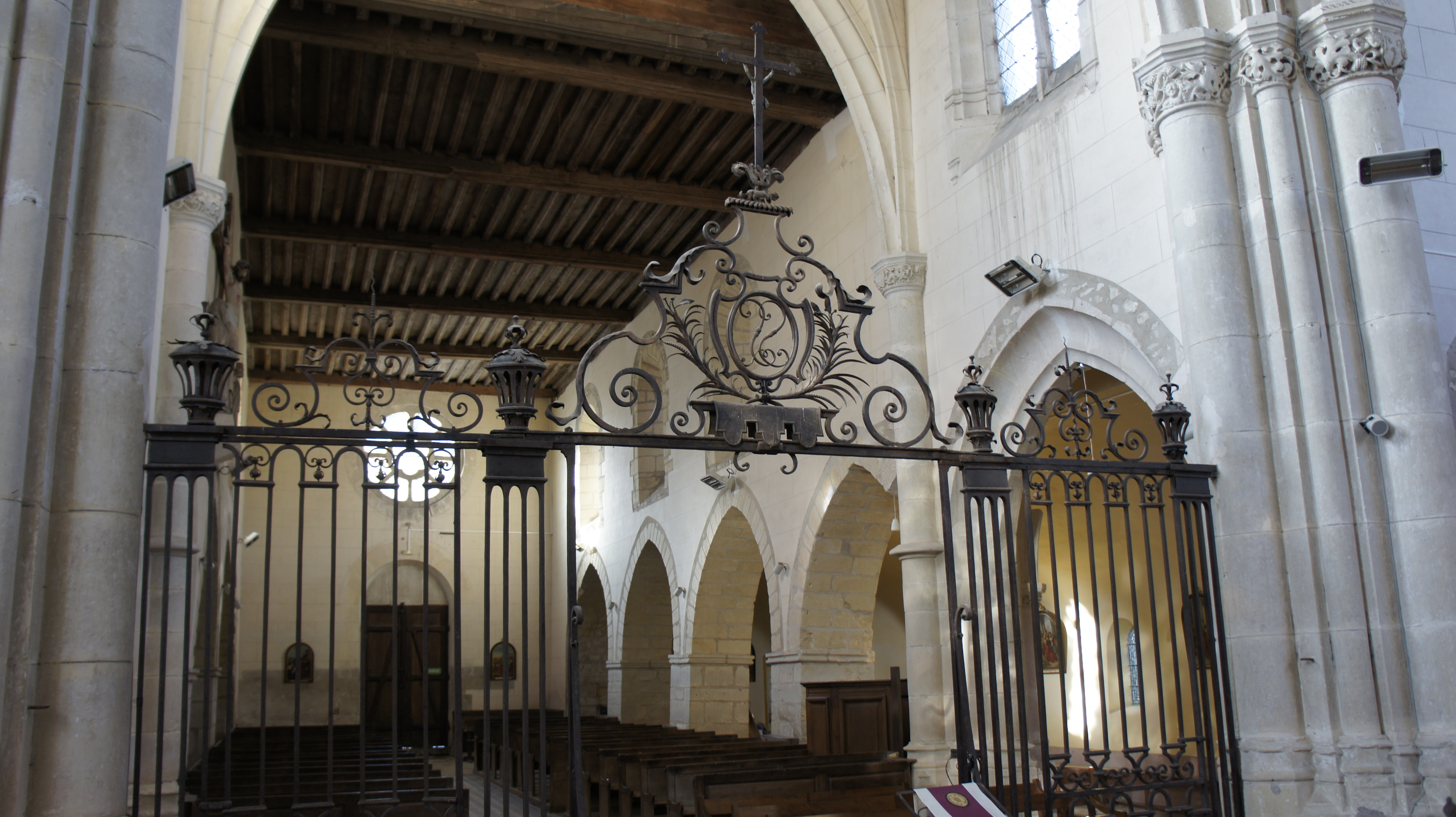
la grille de chœur[3] actuellement à Villedommange
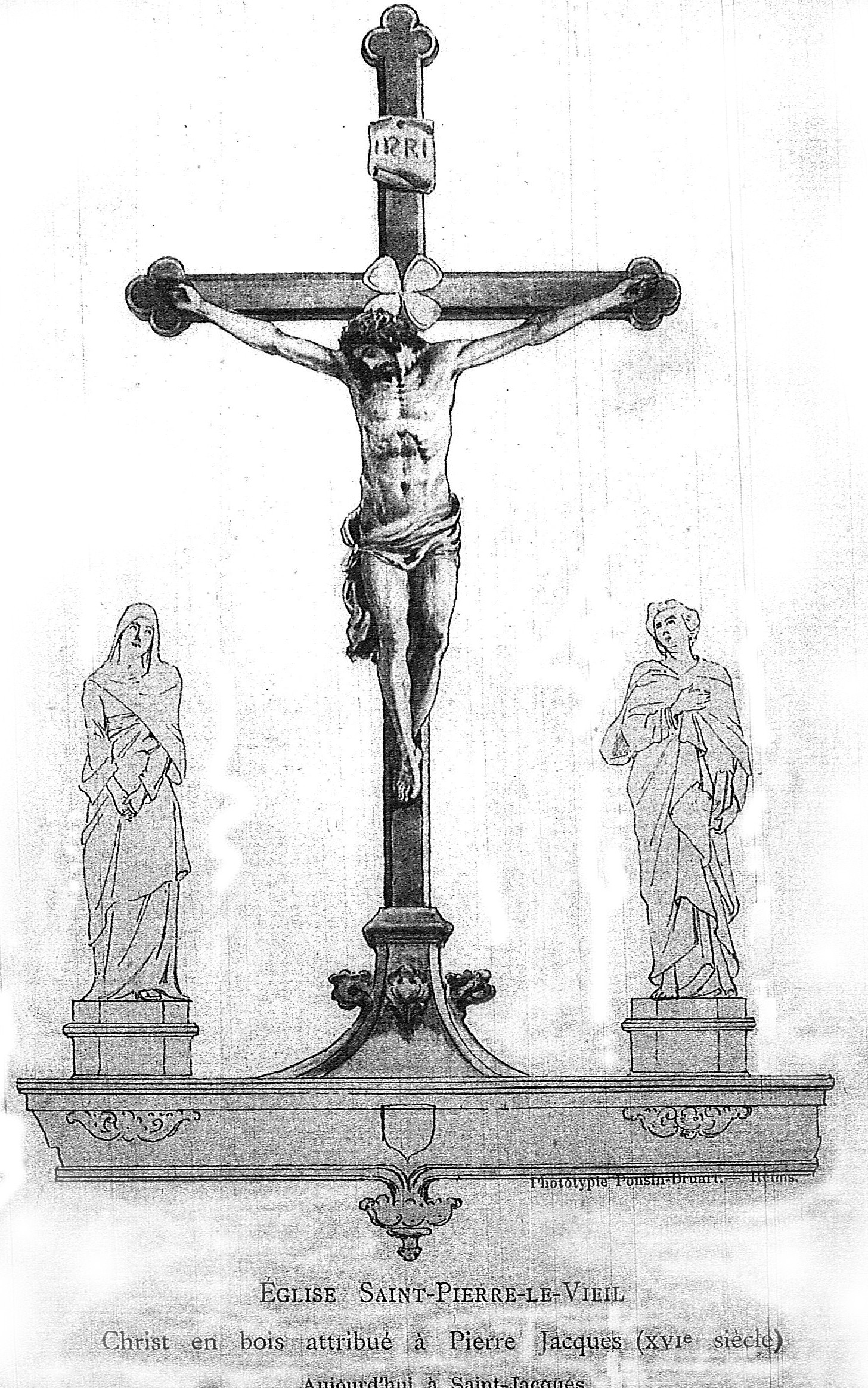
poutre de gloire[4],
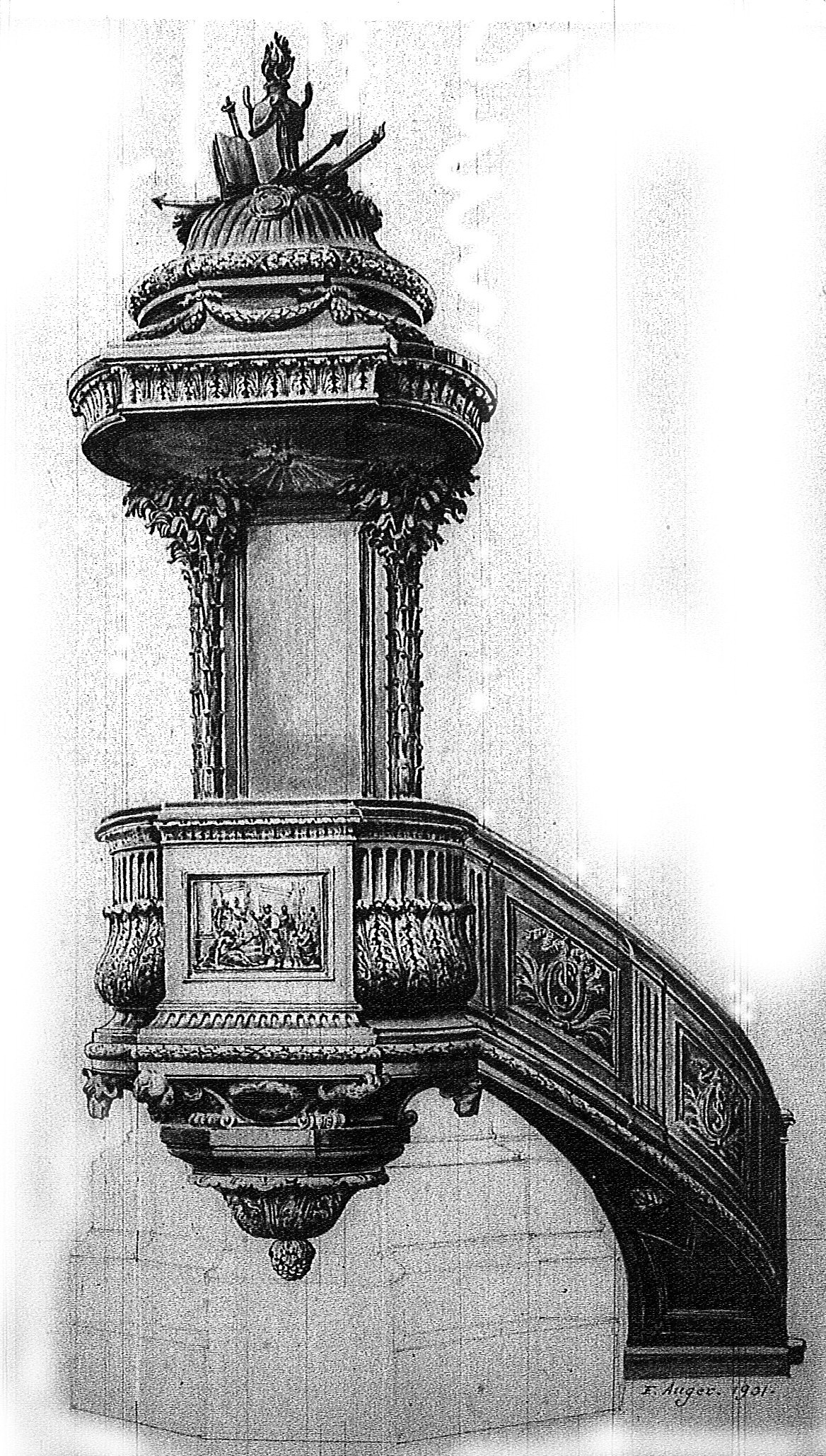
la chaire actuellement en la Cathédrale Notre-Dame de Reims,
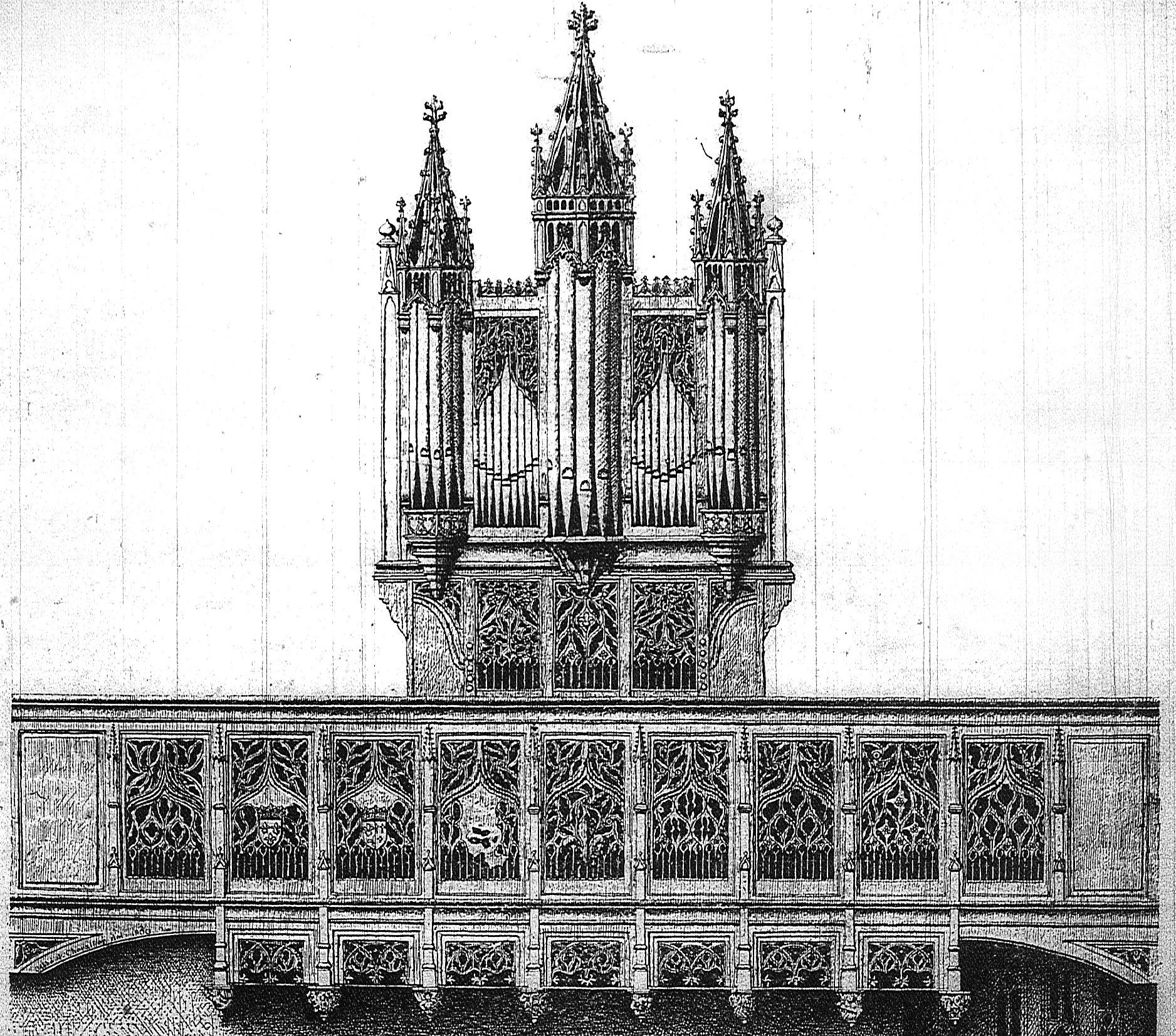
tribune[5] et orgue, actuellement à Sacy,
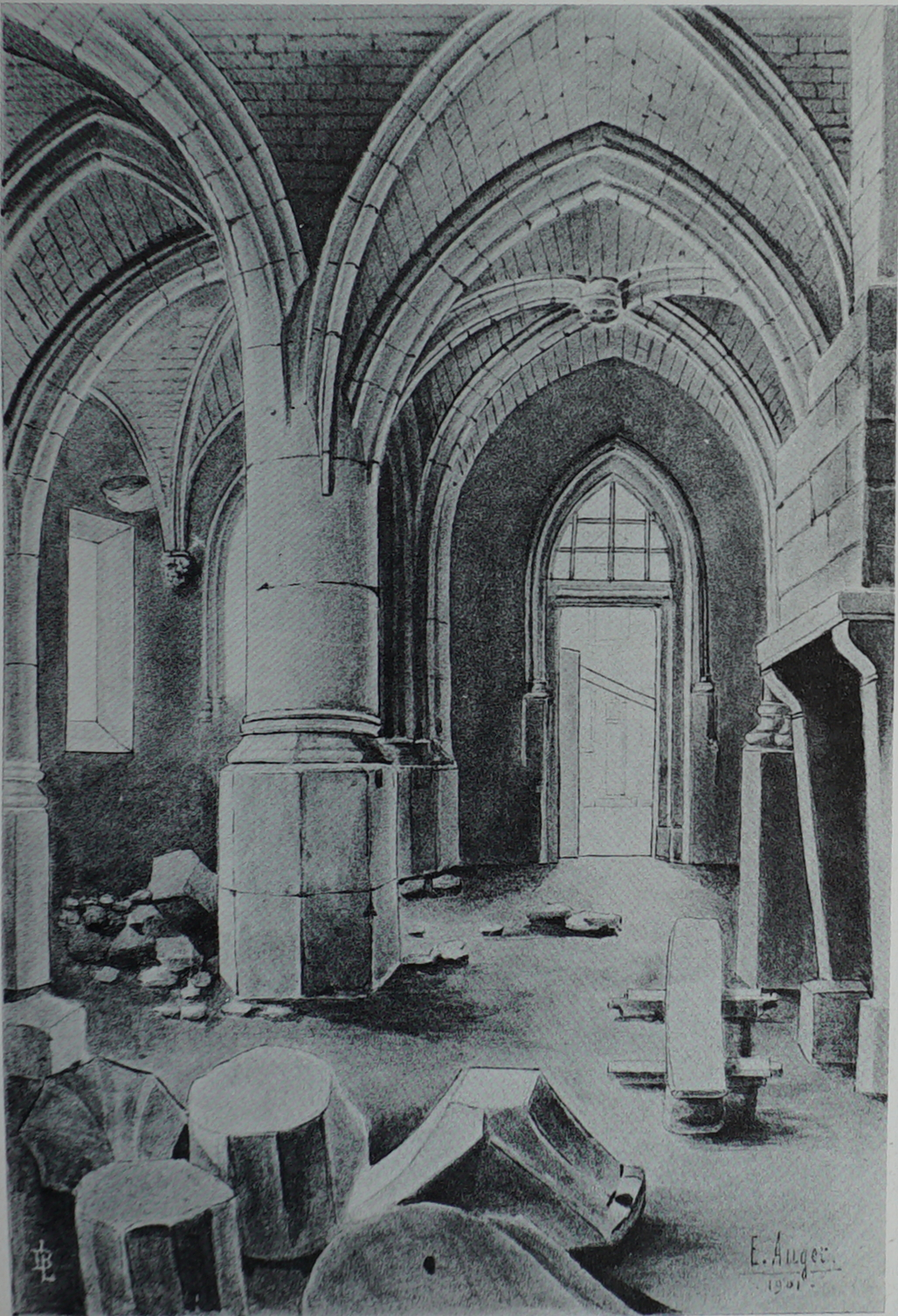
une travée.